# 마지막 수업
마지막 수업(프랑스어: La Dernière Classe)은 프랑스의 작가 알퐁스 도데의 단편 소설이다. 알퐁스 도데의 월요 이야기(Contes du lundi)에 수록되어 있다.

## 줄거리
프랑스 알자스 지방에 사는 소년 프란츠는 공부보다는 뛰어놀기를 더 좋아하는 아이이다. 그 날도 여느 때와 다름없이 등교했으나, 어찌된 일인지 교실에는 무거운 적막만이 흐르는 중이었다. 또한 평소엔 올 일이 없는 동네의 어른들도 교실에 있었다. 프랑스어 선생님인 아멜 선생님도 웬일인지 평소 같은 가벼운 복장이 아닌 장학사가 학교를 방문할 때나 입는 정장을 입고 교단에 서 있었다. 아멜 선생님은 "베를린에서 명령이 내려왔습니다. 독일에 귀속된 알자스-로렌 지방의 모든 학교에서는 앞으로 무조건 프랑스어 수업이 아닌 독일어 수업만을 하라고 말입니다."라는 말을 한다. 곧 이 수업이 마지막 수업이라는 뜻이다. 프란츠는 자신이 프랑스인임에도 불구하고 그 동안 자국어 프랑스어를 소홀히 배운 것을 마음 깊이 반성한다. 그러나 아멜 선생님은 프란츠에게 "너는 이미 네 마음 속으로 너 자신을 반성하고 있을 것이다. 그걸로 만족하거라."라는 말로 프란츠를 위로한다. 수업이 끝나는 시간인 12시에 저 건너 교회탑에서 시간을 알리는 종이 치고, 이윽고 프로이센 군의 소리가 들리자 아멜 선생님은 말을 잇지 못한다. 이어서 아멜 선생님은 교실 칠판에 Vive La France!(프랑스 만세!)라고 기재하며 이야기는 끝이 난다.

## 영향
알퐁스 도데의 《월요이야기》 수록 글 중 가장 많은 사랑을 받았다. 프랑스-프로이센 전쟁(보불전쟁) 이후 빼앗긴 알자스로렌에 남아 있던 프랑스인들의 서러움. 하지만 알고 보면 알자스-로렌 지방은 독일령이였는데 1648년 이후 프랑스에게 뺏겼다가 되돌려 받은 것으로 원래 독일어를 썼다.

## 같이 보기
- 알자스어
- 알퐁스 도데 <마지막 수업>의 진실